# Ирбит
Ирби́т — город областного значения в Свердловской области России. Административный центр Ирбитского района и соответствующего ему Ирбитского муниципального образования, в состав которых не входит.
Образует городской округ город Ирбит. Муниципальное образование город Ирбит находится в границах одноимённой административно-территориальной единицы Свердловской области. Официальное наименование муниципального образования — городской округ город Ирбит Свердловской области.
Является административным центром Восточного управленческого округа.
Ирбит носит неофициальное звание «Мотоциклетная столица России».

## География

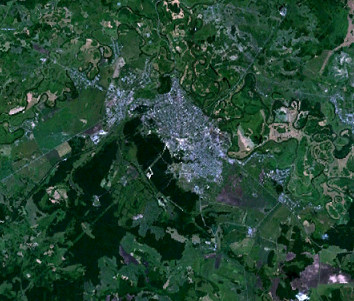
Вид из космоса

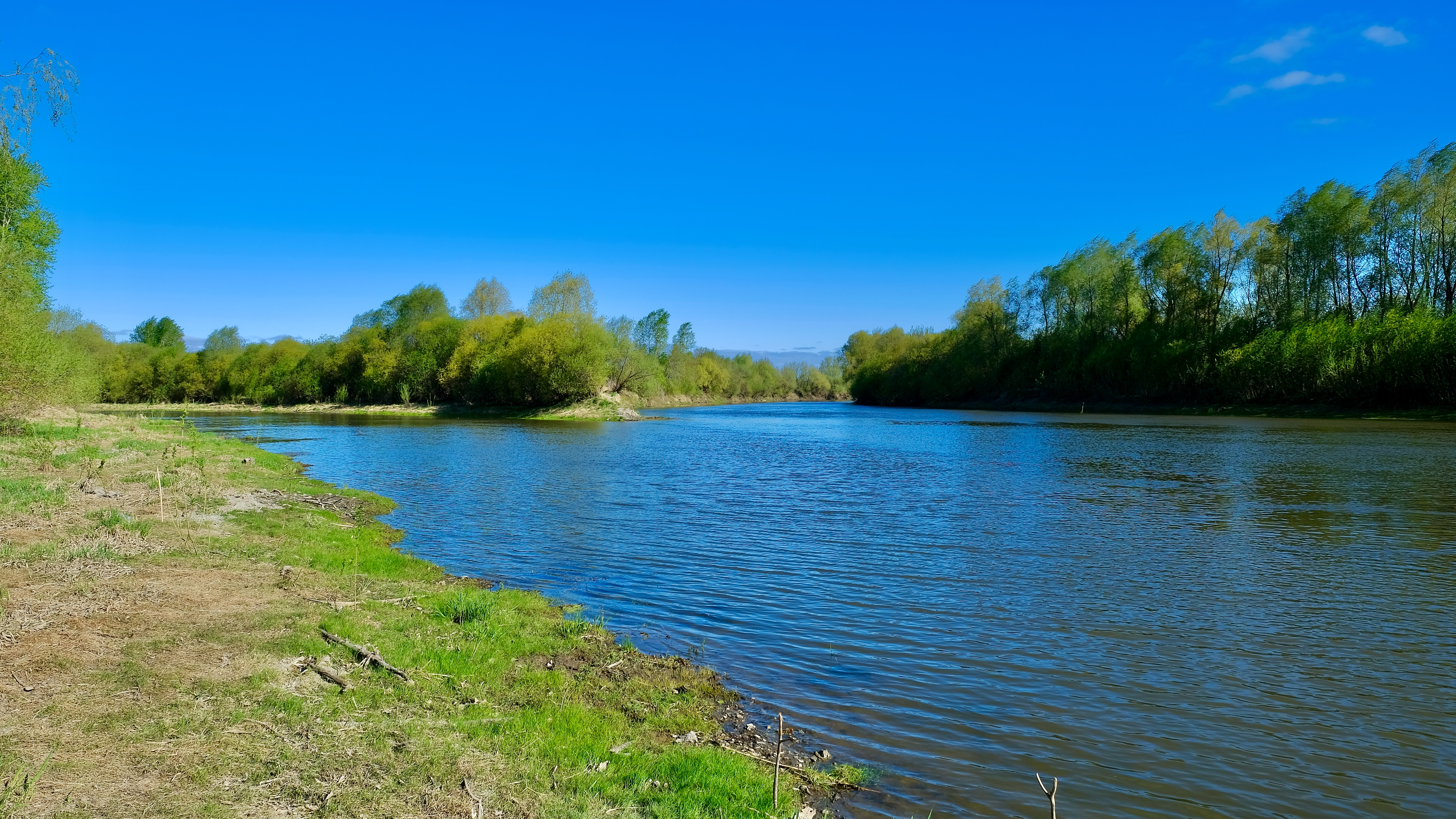
Слияние Ирбита (слева) и Ницы

Город Ирбит расположен в 204 километрах к северо-востоку от областного города Екатеринбурга и в 180 километрах северо-западнее города Тюмени, на правом берегу реки Ницы, при впадении в неё реки Ирбит, в средней части Туринской равнины.
Через город проходит железнодорожный ход Екатеринбург — Тавда — Устье-Аха Свердловской железной дороги, а также региональные автомобильные дороги, идущие на юго-запад к Камышлову и Артёмовскому, на юго-восток в Байкалово и Горбуновское, на северо-восток в Туринск и Тавду, на северо-запад в Алапаевск. В 2024 году пустили электропоезд «Ласточка».
Ирбит, как и вся Свердловская область, находится в часовой зоне МСК+2. Смещение применяемого времени относительно UTC составляет +5:00.
Площадь муниципального образования город Ирбит — 6423 га. Со всех сторон оно граничит с Ирбитским муниципальным образованием. В северной части города заложен парк, в юго-западной части расположена лесопарковая зона — массив «Бугры» с живописным рельефом, смешанными естественными и хвойными, в основном, высаженными лесами. Там же находятся редкие для Зауралья посадки дуба.
В 20 километрах от города раскинулся памятник природы «Белая горка», где сформирован комплекс детских оздоровительных учреждений. На северо-востоке города, в междуречье Ницы и Ирбита, находится памятник природы «Вязовая роща», являющийся крайней восточной точкой распространения дикорастущих вязов на территории России.
Главными водными артериями являются равнинные реки Ница и Ирбит, относящиеся к западно-сибирскому типу с характерным весенним половодьем. В отдельные годы часть города, расположенная в долине рек, значительно подтопляется. Отметка нуля водомерного поста реки Ницы в городе Ирбите — 56,75 м (над уровнем моря).
В районе города расположены месторождения диатомитов. Карьеры занимают площадь 31 га.

## Топоним
Город получил своё имя по реке Ирбит, которую татары называли Ирбеем. В документах XVII века сначала фигурирует река Ирбей и Ирбейская слобода, но уже очень скоро встречается написание Ирбицкая, Ирбитцкая слобода. Ещё позднее реку и поселение называли Ирбитью, сейчас такое произношение можно услышать у людей старшего поколения. Среди сельского населения нередко название города произносится как «Ербить», «Мы из Ербити».
- Краевед И. Я. Антропов связывал название города с возникновением здесь ярмарки. Река Ирбея, по мнению краеведа, получила название от татарского «ирыб», что значит «съезд», имеется в виду торговый.
- По версии Н. А. Ямина, русское название реки Ирбит происходит от башкирского Ирбий (Ир-Бий).
- Профессор А. К. Матвеев даёт такое объяснение: «По облику это типично тюркское слово. В татарском языке — а источник надо искать прежде всего в нём — есть и вполне подходящее слово ир — „мужчина, герой, богатырь“, а как диалект — „земля, страна“. На башкирском Бий — „родовой вождь“, татарский язык очень близок к башкирскому и географически, и по строю, и по составу словаря»[10].
- Автор одной из статей в книге «Живописная Россия» утверждает, что слово «ирбит» означает вшивое болото. Вероятно, он имел в виду прежде сильно заболоченную территорию, на которой раскинулась южная часть города.

## Экология

### Качество подземных вод
Природное несоответствие качества подземных вод на водозаборах хозяйственно-питьевого назначения на территории города Ирбита. Показатели качества подземных вод, превышающие по своему содержанию ПДК по СанПиНу Архивная копия от 29 ноября 2021 на Wayback Machine 2.1.4.1074-01: Fe (общее),
жёсткость (общая), Si, Mn, NH4, сухой остаток, хлориды, Na, B, Br.
В Ирбитском муниципальном образовании (Ирбитском районе) качество питьевой воды по микробиологическим показателям в распределительной водопроводной сети по данным исследований, проведённых в 2020 г. оказалось неудовлетворительным, 13,3 % проб не соответствовало установленным нормам.

### Выбросы загрязняющих веществ в атмосферу
Основной вклад в суммарные выбросы загрязняющих веществ от стационарных источников вносили предприятия по обеспечению тепловой энергией и газом (33,9 %), металлургического производства (22,6 %), добычи металлургических руд (16,5 %), На долю остальных видов экономической деятельности приходится 27 % от суммарного выброса загрязняющих веществ от стационарных источников. В 2020 году по сравнению с 2019 годом увеличили выбросы загрязняющих веществ в атмосферный воздух: АО «Регионгаз-инвест» (Ирбит) на 0,03 тыс. т (на 29,4 %) за счёт увеличения количества сожжённого топлива.

### Радиоактивное загрязнение окружающей среды
Восточно-Уральский радиоактивный след (ВУРС) образовался в 1957 г. вследствие аварии, произошедшей на ПО «Маяк» в городе Челябинске-40 (ныне Озёрск). В границах территории ВУРСа проводятся систематические наблюдения за радиоактивностью атмосферных выпадений с помощью горизонтальных планшетов с суточной экспозицией и измерения мощности амбиентного эквивалента дозы гамма-излучения. К ВУРСу относится Ирбит, в нём среднегодовая концентрация Cs-137 в атмосферных выпадениях, чуть выше чем в регионе и составляет 0,070 Бк/кв м, в то время региональный фон равен 0,050 Бк/кв м, а среднее по России составляет 0,140 Бк/кв м. Среднегодовая концентрация Sr-90 в атмосферных выпадениях составляет 0,44 Бк/кв м, в то время как региональный фон равен 0,29 Бк/кв м.

## История

### Древнейшие поселения
Древнейшие поселения на месте города возникли в эпоху бронзы (II тысячелетие до нашей эры), наиболее значительное из них, Ирбитское городище, расположенное на холме-останце у северо-западной окраины города, напротив деревни Мельниковой, на левом берегу реки Ирбит.
В самом нижнем слое городища обнаружены обломки горшковидной лощёной керамики с плоским дном и резным орнаментом, относящиеся к эпохе бронзы. Его второй слой содержит доказательства принадлежности к эпохе раннего железа. Во время третьего заселения в X—XIII веках вершина холма была отделена от нижней его части защитными сооружениями: глубоким рвом, валом, двумя рядами изгороди или частокола. Возможно, в городище жил представитель местной знати. Четвёртое, самое последнее заселение кургана датируется XIII—XVI веками.
В этническом плане до XIII века здесь обитали предки манси. В более позднее время их потеснили сибирские татары, на северной окраине нынешнего города находилось их поселение Ирбеевский юрт. В начале XVII века появились русские переселенцы из Центральной России и Русского Севера.

### Слобода

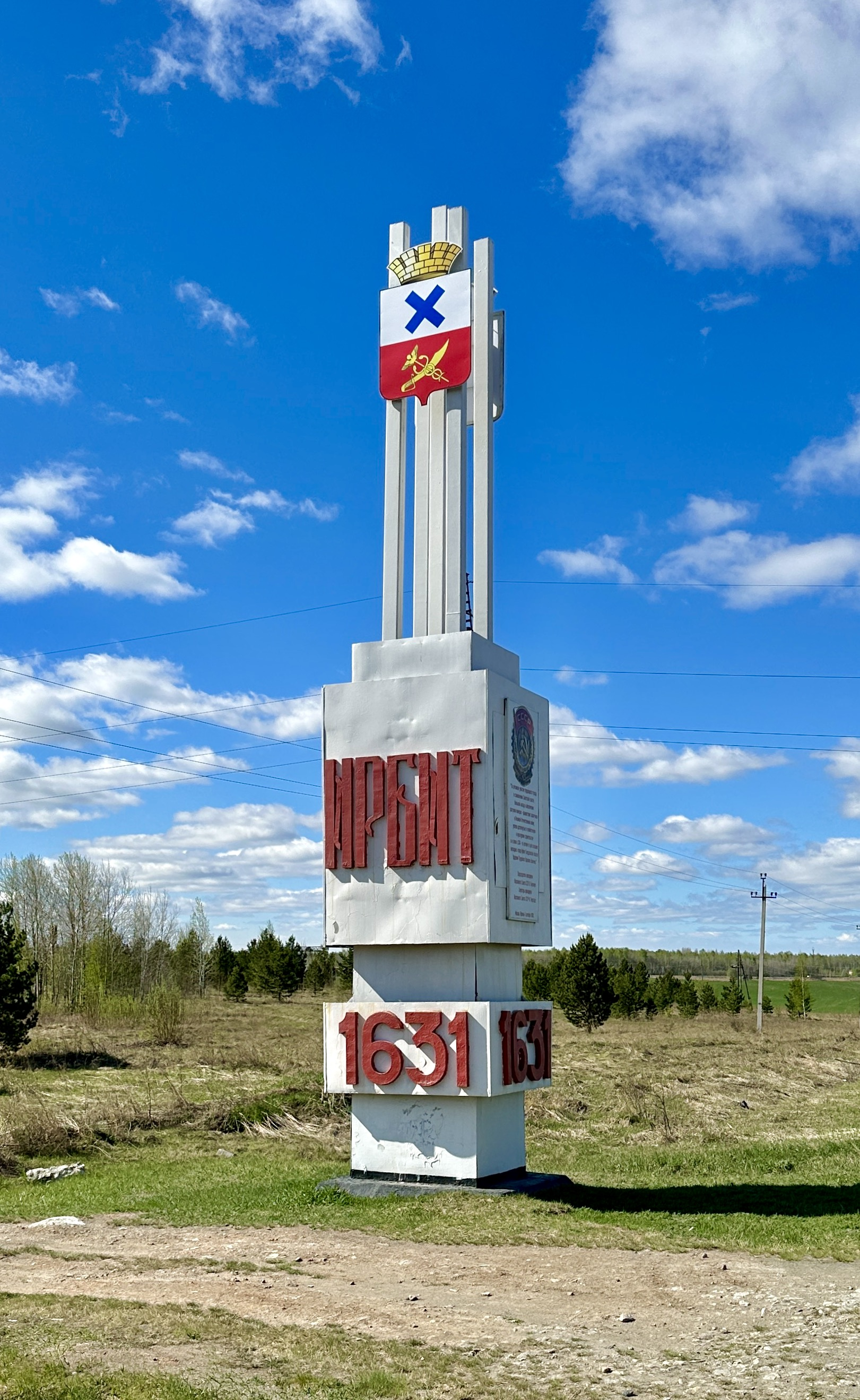
Стела на въезде в город со стороны Камышловского тракта

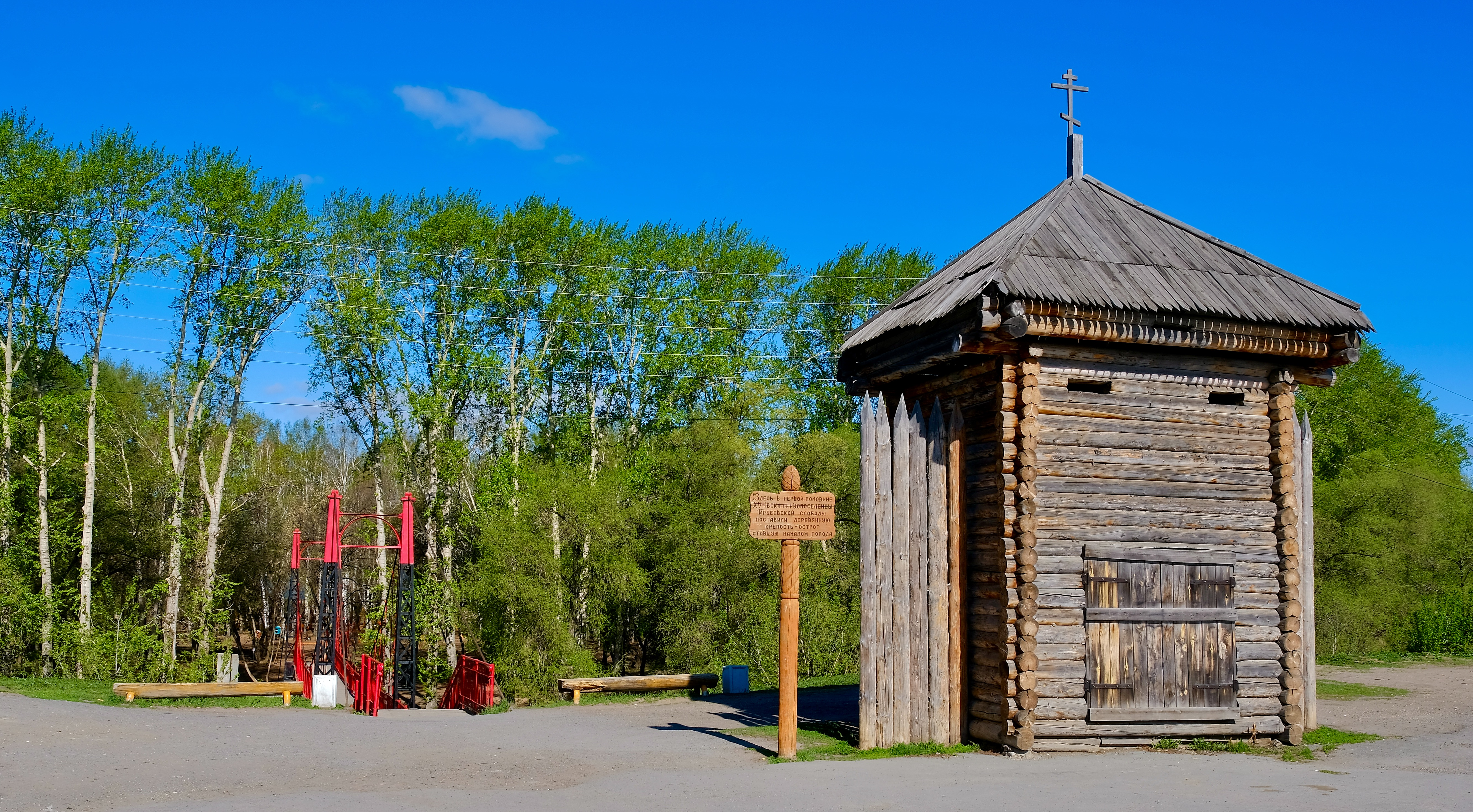
Часовня на месте Ирбеевской крепости

В 1631 году при впадении реки Ирбит в реку Ницу верхотурским слобожанином Иваном Шипицыным (Спицыным) был заложена Ирбеевская слобода. В 1662 году Ирбеевская слобода была переименована в Ирбитскую слободу. Был основан острог.
Население слободы составляли государственные крестьяне и беломестные казаки, а также дьяки, священнослужители, ямщики, мельник, кузнец, пушкарь, бобыли. Согласно первой переписи населения в 1666 году в слободе находились два двора сына боярского, двор дьяка, 21 двор беломестных казаков и 112 дворов оброчных крестьян. По переписи 1680 года, кроме острога была церковь, при ней два попа. Перечислены 22 деревни, подчинённые слободе: Зайкова (33 двора), Шмакова (14 дворов), Речкалова (14 дворов). Всего 220 дворов оброчных крестьян.
С 1680-х гг.  в слободе на престольный праздник Богоявления проводилась ярмарка. В дальнейшем сроки ярмарки изменялись. Здесь продавались европейские, азиатские и сибирские товары. Ярмарка стала второй в России по обороту после Нижегородской.

### Уездный город
Во время восстания Емельяна Пугачёва жители Ирбита оказали сопротивление его войскам.

В 1775 году Екатерина II пожаловала слободе статус города за «непоколебимую верность жителей Ирбита» своей императрице в борьбе со «злодейскими шайками» Емельяна Пугачёва. В 1776 году город получил герб:

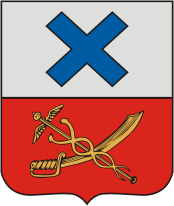
Герб (1776)

Прямостоящий щит, разрезанный поперек надвое, в верхней части в серебряном поле голубой Андреевский крест, показывающий непоколебимую верность жителей города Ирбита к Её Императорскому Величеству, в нижней части в красном поле положенные на крест сабля и Меркуриев жезл золотые, означающие, первое, поражение сим оружием злодеев, а второе упражнение в торговле жителей сего места
В 1781 году, после образования Ирбитского уезда, Ирбит получил статус уездного города.

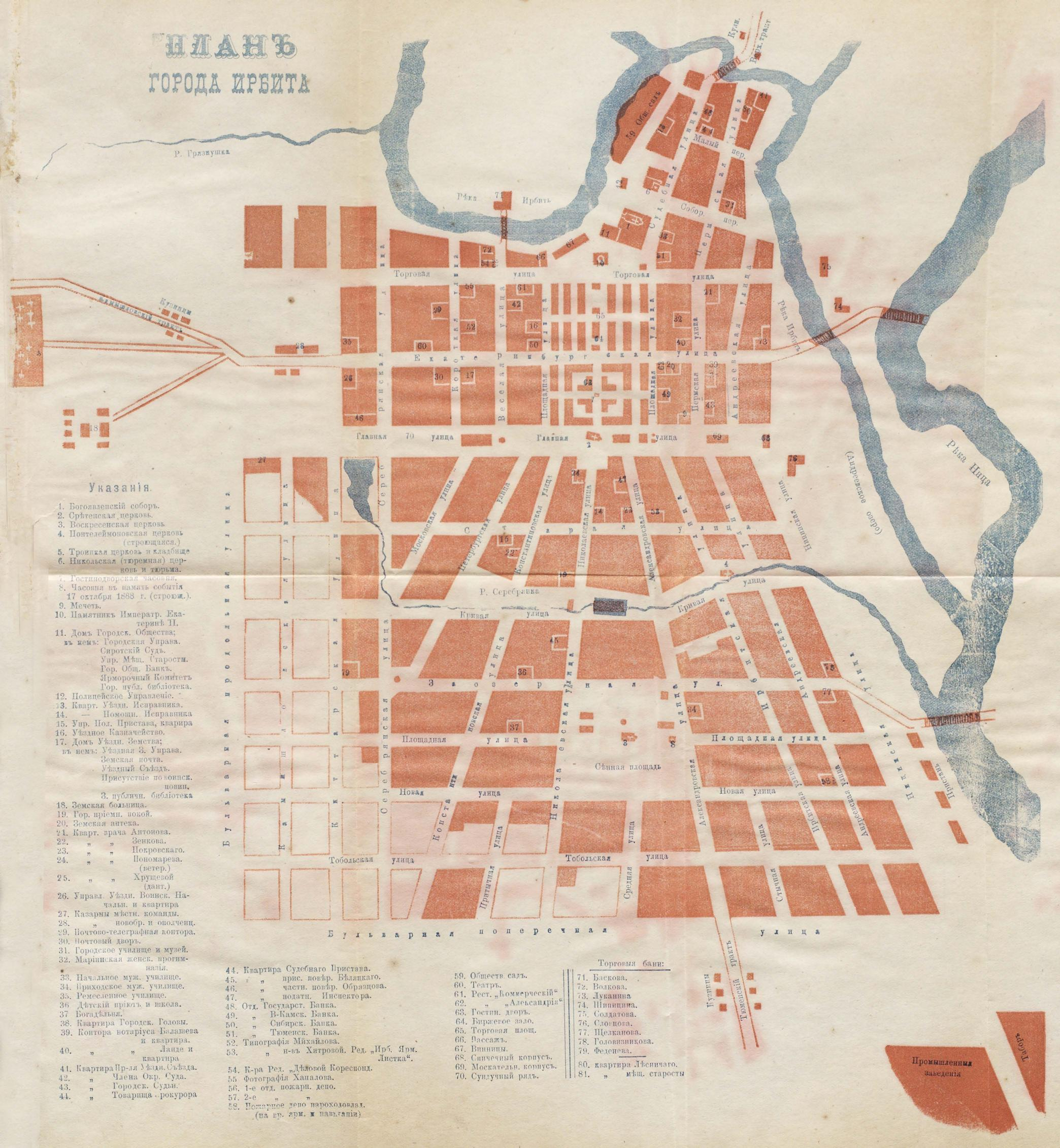
План города в 1895 году

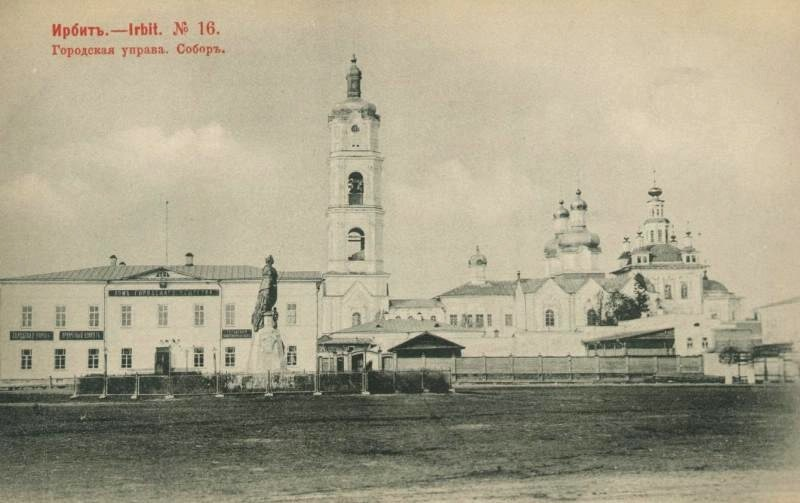
Городская управа, собор Богоявления Господня и памятник Екатерине II на Екатерининской площади (1903)

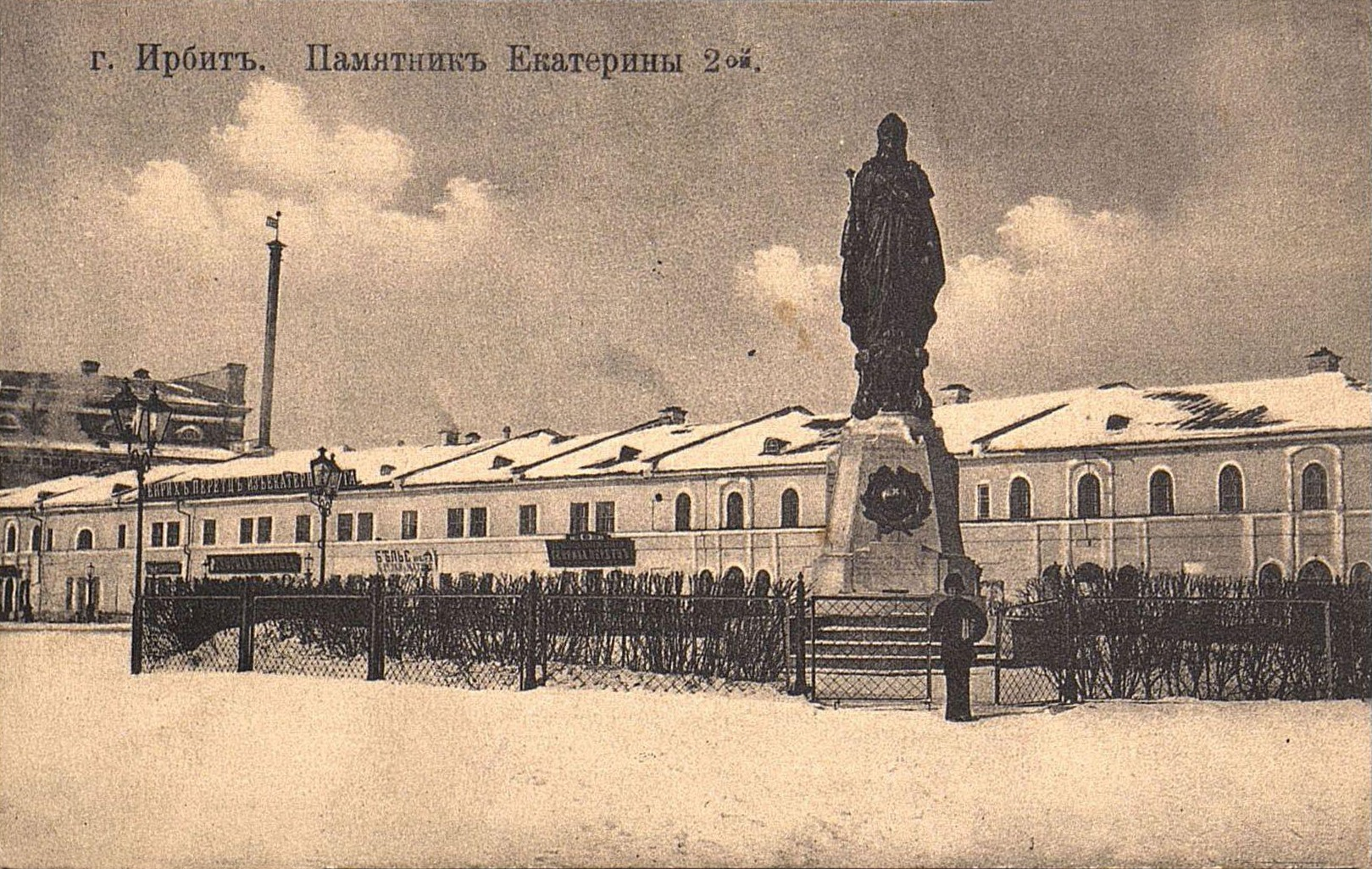
Памятник Екатерине II (открытка 1900-х годов)

С 1821 года Ирбит застраивался по генеральному плану как единый архитектурный ансамбль города-ярмарки. В центральной части уцелела планировочная структура генерального плана: 5 лучей основных улиц, сходящихся к главной торговой площади, пересекающая их главная улица и прямоугольная сеть кварталов. Во время проведения ярмарки в городе действовали ярмарочные театр и цирк.
В 1842 году открылась первая аптека.
С 1863 года издавалась газета «Ирбитский ярмарочный листок». В 1891 году в газете сотрудничал писатель Дмитрий Наркисович Мамин-Сибиряк.
С 1846 года в городе работает профессиональный драматический театр.
В 1872 году издана книга А. Хитрова «К истории г. Ирбити и Ирбитской ярмарки».
В 1885 году был проложен участок Уральской горнозаводской железной дороги, которая прошла из Екатеринбурга в Тюмень, минуя Ирбит. Город и ярмарка, оставшись в стороне от магистрали, начали терять торговое значение. Тем не менее, ярмарка просуществовала до 1929 года.
27 апреля 1879 года в Ирбите произошёл пожар, уничтоживший практически всю центральную часть города. В результате выгорело 12 кварталов.
В феврале 1883 года на главной Торговой площади торжественно открыли памятник Екатерине Великой известного скульптора М. О. Микешина, площадь была переименована из Торговой в Екатерининскую. Так, ирбитчане увековечили память императрицы, которая дала Ирбиту статус города. На открытие приезжал пермский губернатор и екатеринбургский епископ. Бронзовая императрица в левой руке держала грамоту, где было выбито знаменательная для города дата 3 февраля 1775 года. Памятник был сооружён по инициативе городской думы на собранные народом уезда деньги, отлит в Санкт-Петербурге.
Ирбитская городская электрическая станция, построенная в 1894 году, до 1919 года общественного значения не имела, и служила исключительно только для обслуживания ярмарки.
Во время революции 1905—1907 годов в Ирбите прошли забастовка рабочих типографии, митинг трудящихся и крестьянские восстания.
В 1914 году в городе открылся кинотеатр «Луч».
В 1916 году в Ирбите появилась железная дорога: через город прошла линия Екатеринбург — Тавда Северо-Восточной Уральской железной дороги. Также действовал водный транспорт, была пристань на реке Нице.

### Ирбитская ярмарка
С 1680-х гг.  в слободе на престольный праздник Богоявления проводилась ярмарка. В дальнейшем сроки ярмарки изменялись. Здесь продавались европейские, азиатские и сибирские товары.
В 1686 году для ярмарки был построен гостиный двор.
В XVIII веке предпринимались попытки переноса ярмарки в более крупные города Екатеринбург и Тюмень, однако они оказались безуспешными.

В 1734 году академик Петербургской академии наук Иоганн Георг Гмелин посетил ирбитскую ярмарку по пути в Великую Северную экспедицию под началом Витуса Беринга и оставил описание ярмарки:
Улицы до такой степени полны народом, лошадьми, санями и всякого рода товарами, что едва можно проехать… Здесь были греки, евреи, бухарцы… Всякий привез с собою товар своей земли и провёз через Архангельск: вино, французскую водку и прочее, бухарцы — изделия из золота, серебра, а русские — серебро, добытое из старинных могил… Была также казённая лавка с медной посудой, привезённой и из Екатеринбурга… На улицах продавали маленькие пирожки: везде слышны были крик, шум, перебранка, местами вокруг костров сидели кучки нищих… За деньги всё можно было иметь на ярмарке
После установления Оренбургской пограничной укреплённой линии в 1735—1742 годах и отмены внутренних пошлин в 1735 году количество иностранных купцов временно снизилось, но ярмарка оставалась одной из крупнейших и собирала торговцев со всех концов России и из пограничных регионов. Об этом сообщает академик Иван Лепёхин, который посетил Ирбитскую ярмарку во время экспедиции 1768—1772 годов и оставил в дневнике её подробное описание.

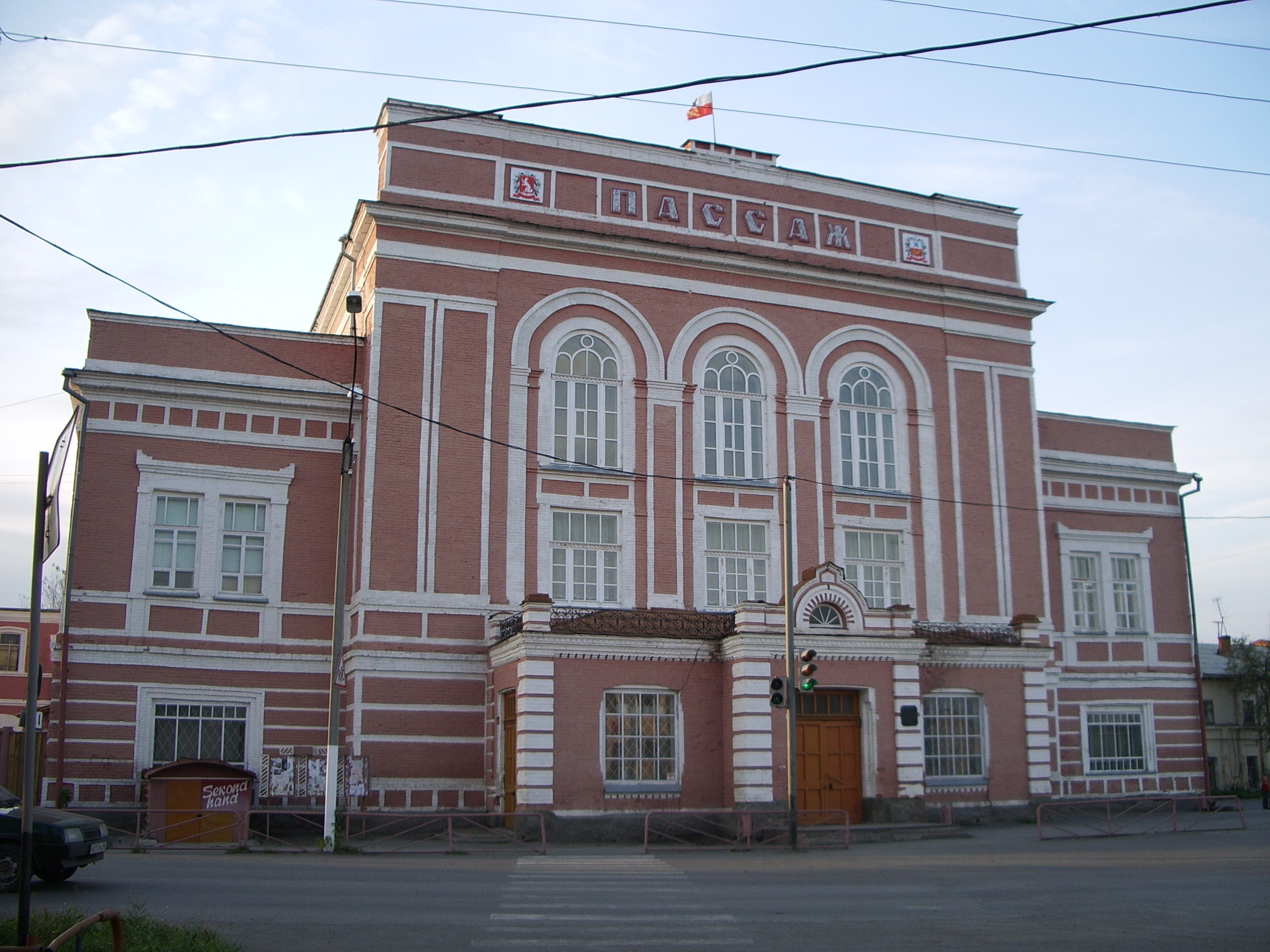
Здание пассажа, главного павильона Ирбитской ярмарки

В XIX веке по объёму денежных оборотов Ирбитская ярмарка была второй в России после Нижегородской. Ярмарка имела исключительное значение для международного рынка пушнины и российского рынка чая, принимала купцов из Китая, Индии, Средней Азии, Западной Европы и России. Во время её проведения население Ирбита многократно увеличивалось. Только во время ярмарки в городе действовали ярмарочные театр и цирк, издавалась газета.
В 1864 году был открыт Ирбитский пассаж, главный символ ярмарки, как называли его тогда: «Невский проспект Ирбита». На площади перед пассажем происходило торжественное открытие ярмарки. По поверью ход ярмарки связывался с процедурой водружения российского флага над главным павильоном: флаг запутался — ярмарка затяжная, развернулся сразу — хорошо торговля пойдёт, развернулся в сторону Сибири — ярмарка будет благоприятна для сибиряков, в сторону Европы — благоприятна для купцов из Центральной России.
В 1885 году был проложен участок Уральской горнозаводской железной дороги, которая прошла из Екатеринбурга в Тюмень, минуя Ирбит. Город и ярмарка, оставшись в стороне от магистрали, начали терять торговое значение. Тем не менее, ярмарка просуществовала до 1929 года.

### Гражданская война и первые пятилетки
В революционном 1917 году был снесён главный памятник города Екатерине II, скульптуру переплавили примерно в 1927 году.
В январе 1918 года в Ирбите была установлена советская власть, в июле 1918 года город был взят частями белой Сибирской армии, через год в ходе Екатеринбургской операции занят Красной армией.
В 1919—1923 годах Ирбит — уездный центр Екатеринбургской губернии, окружной (1923—1930) и районный (1924—1934) центр Уральской области, с 1934 года районный центр Свердловской области.
С 1926 по 1933 годы в городе функционировала конно-железная дорога. Во время довоенных пятилеток город превратился в индустриальный центр. В 1930 году была создана школа-завод. В 1933 году здесь сделали первую в Советском Союзе машину для добычи торфа. С 1937 года завод специализировался на производстве подшипников. С 1939 года выпускал автотракторные прицепы. Сейчас это Ирбитский завод спецтехники.

### Ирбит во Второй мировой войне

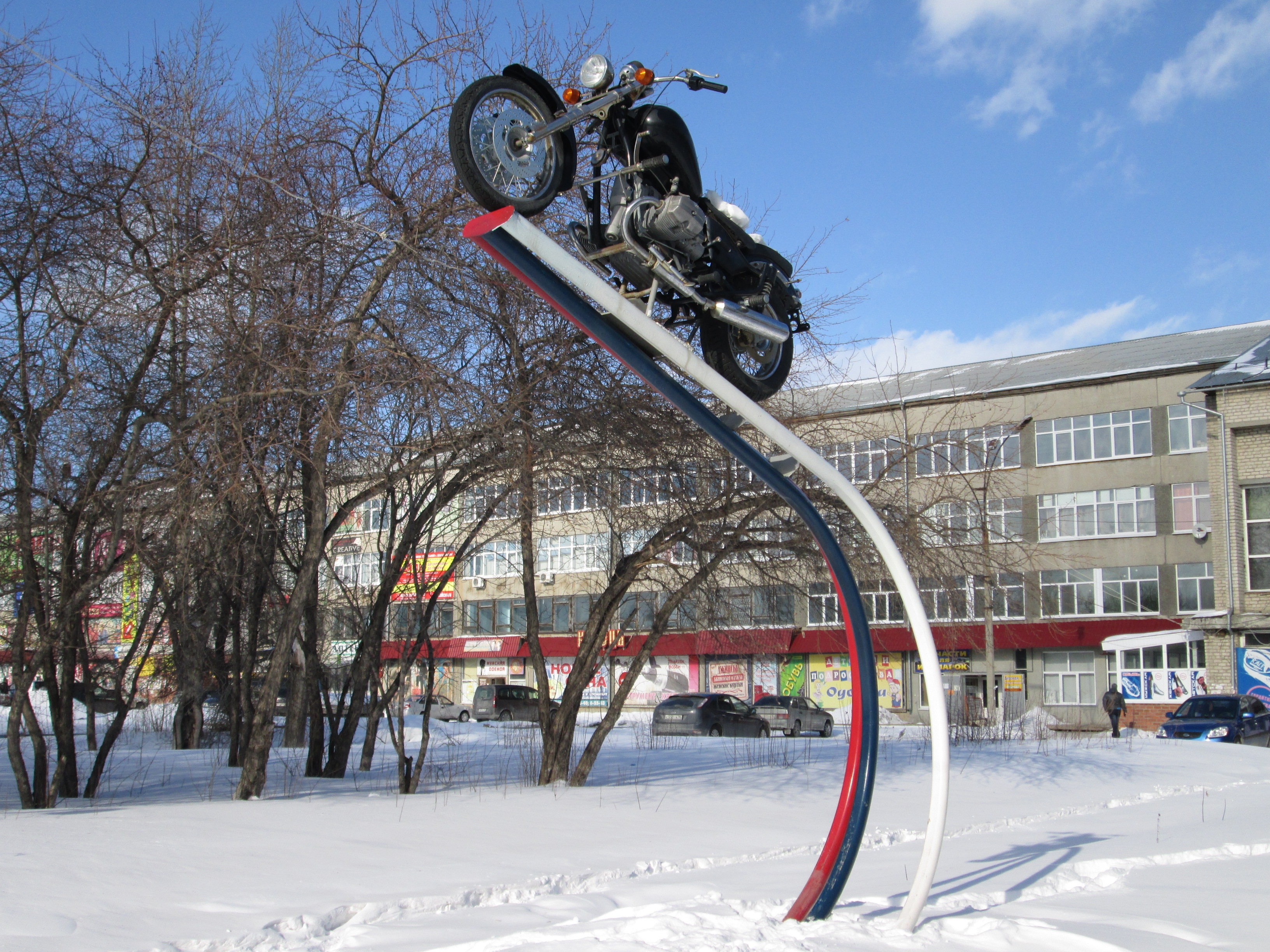
Стела около заводоуправления Ирбитского мотоциклетного завода

В годы Великой Отечественной войны в Ирбите были размещены эвакуированные предприятия. С июля 1941 года по 1943 год в городе размещалось эвакуированное из Смоленска артиллерийское училище. В 1930 году был основан диатомитовый комбинат, на основе которого, после поступления оборудования эвакуированных стекольных и фарфоровых заводов, в 1941 году возник Ирбитский стекольный завод. В 1941 году на основе эвакуированного из Москвы мотозавода возник Ирбитский мотоциклетный завод. Стекольный и мотоциклетный заводы работали на нужды фронта, создавали мотоциклы и небьющееся стекло для танков, самолётов и прожекторов. 2 мая 1942 года Ирбит получил статус города областного подчинения. Летом 1945 года в окрестностях Ирбита появился первый лагерь для военнопленных.

### Вторая половина XX века
В 1952 году в Сосновой роще построен стадион с трибуной на 200 человек.
1 февраля 1963 года Ирбитский городской совет депутатов трудящихся передан в подчинение Свердловскому областному совету депутатов трудящихся.
В 1972 году открылся филиал Свердловской картинной галереи. В 1975 году основан Ирбитский хлебозавод.
1 сентября 1981 года город награждён орденом Трудового Красного Знамени «за активное участие трудящихся города в становлении Советской власти, большой вклад в обеспечение разгрома немецко-фашистских захватчиков в Великой Отечественной войне, успехи, достигнутые в хозяйственном и культурном строительстве, и в связи с 350-летием».

### Современность

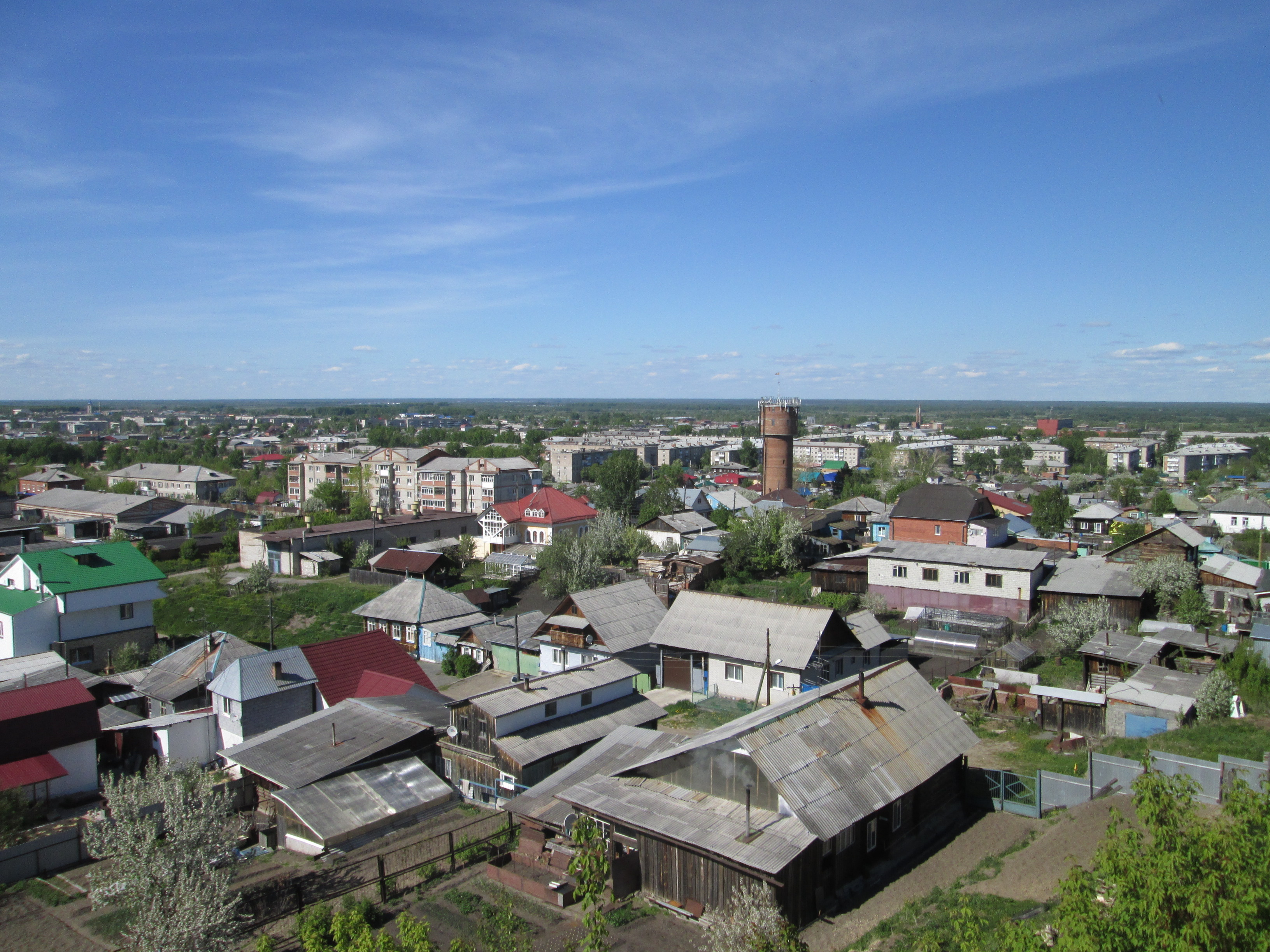
Вид на город Ирбит

В 1996 году прошли первые выборы главы муниципального образования город Ирбит.
24 сентября 1996 года решением Ирбитской городской думы был утверждён первый Устав муниципального образования город Ирбит, зарегистрированный управлением юстиции Свердловской области 30 сентября 1996 года за № 76.
10 ноября 1996 года муниципальное образование было внесено в областной реестр.
В 2003 году была восстановлена традиция проведения Ирбитской ярмарки.
31 декабря 2004 года город был наделён статусом городского округа.
1 января 2006 года было утверждено наименование муниципальное образование город Ирбит.
В 2021 году муниципальное образование было переименовано в городской округ город Ирбит.

## Переименованные улицы и площади Ирбита
В XX веке городские топонимы Ирбита подверглись значительным изменениям. Вот список улиц и площадей города, которые были переименованы:
- ул. 50 лет Октября — Новая ул., Средняя ул.,
- ул. Азева — Площадная ул.,
- ул. Володарского — Весёлая ул. (до 1925 г.),
- ул. Елизарьевых — Заозёрная ул. (до 1919 г.), Красная ул.  (до 1967 г.),
- Заводская ул. — Скотский выгон[31],
- ул. Калинина — Кривая ул.,
- ул. Карла Либкнехта — Короткая ул. (до 1925 г.),
- ул. Карла Маркса — Пермская ул. (от северной границы до Главной (Революции) ул., до 1925 г.), Вторая Андреевская ул. (от Главной (Революции) ул. до Бульварно-Поперечной (Фрунзе) ул., до 1925 г.),
- ул. Кирова — Судебная ул. (от северной границы до Торговой (Ленина) пл., до 1919 г.), Малая Торгово-Площадная ул. (между Торговой (Ленина) пл. и Соборной пл. (Революции ул.), до 1919 г.), ул. Всеобуча (от северной границы до Революции ул., с 1919 по 1925 гг.), Ирбитская ул. (до 1934 г.),
- ул. Коммуны — Серебрянская ул.,
- Красноармейская ул. — Большая Торгово-Площадная ул.,
- ул. Ленина — Торговая ул. (до 1920-х гг.), ул. Свободы (до 1924 г.),
- пл. Ленина — Торговая пл. (до 1883 г.), Екатерининская пл. (до 1920-х гг.), пл. Свободы (до 1924 г.),
- ул. Мальгина — Тобольская ул.,
- ул. Маяковского — Притычная ул.,
- Октябрьская ул. — Петербургская улица[31],
- ул. Островского — Бульварно-Продольная ул.,
- ул. Орджоникидзе — Екатеринбургская ул.,
- Первомайская ул. — Николаевская ул. (до 1925 г.), ул. ТроцкогоЮ
- бул. Победы — Сенная пл. (до 1919 г.), Красная пл.,
- Пролетарская ул. — Константиновская ул. (до 1925 г.),
- ул. Революции — Главная ул.,
- ул. Розы Люксембург — Киттарская ул.,
- Садовый пер. — Соборный пер. (до 1919 г.),
- ул. Свободы — Старая ул.,
- Советская ул. — Александровская ул.,
- ул. Урицкого — Первая Андреевская ул.,
- ул. Фрунзе — Бульварно-Поперечная ул.,
- ул. Чехова — Стычная ул.

## Население
| 1856    | 1858    | 1882    | 1897    | 1913    | 1926    | 1931    | 1939    | 1959    | 1970    | 1973    |
| ------- | ------- | ------- | ------- | ------- | ------- | ------- | ------- | ------- | ------- | ------- |
| 3200    | ↘2433   | ↗3083   | ↗20 062 | ↗21 400 | ↘11 700 | ↗15 400 | ↗26 000 | ↗45 275 | ↗49 289 | ↗51 000 |
| 1976    | 1979    | 1982    | 1986    | 1987    | 1989    | 1996    | 1998    | 2000    | 2001    | 2002    |
| ↗52 000 | ↘51 329 | ↗52 000 | →52 000 | ↗53 000 | ↘51 708 | ↘49 300 | ↘48 500 | ↘47 900 | ↘47 600 | ↘43 318 |
| 2003    | 2005    | 2008    | 2009    | 2010    | 2011    | 2012    | 2013    | 2014    | 2015    | 2016    |
| ↘43 300 | ↘42 500 | ↘41 500 | ↘41 444 | ↘38 357 | ↗38 400 | ↘38 025 | ↘37 857 | ↗37 859 | ↘37 681 | ↘37 444 |
| 2017    | 2018    | 2019    | 2020    | 2021    | 2023    |         |         |         |         |         |
| ↘37 443 | ↘37 280 | ↘36 668 | ↘36 528 | ↗37 009 | ↘36 587 |         |         |         |         |         |

На 1 января 2025 года по численности населения город находился на 416-м месте из 1124 городов Российской Федерации.

## Образование
В городе действуют 21 детский сад, восемь общеобразовательных школ и одна коррекционная школа. Также действуют детская музыкальная и художественная школы, спортивная школа, 2 техникума, 2 колледжа и один филиал ВУЗа.
- Детский сад № 25. Открыт в 1982 году на 280 мест[12].
- Центр детского творчества. В 1952 году детский клуб преобразован в Дом пионеров, позднее — Центр детского творчества[55].
- Оздоровительно-образовательный центр «Салют»
- Гуманитарный колледж
- Мотоциклетный техникум
- Политехникум. В 1957 году на базе детского дома № 1 создано Ирбитское профессионально-техническое училище № 1 для подготовки высококвалифицированных рабочих, позднее — политехникум[12].
- Ирбитский филиал ГБПОУ Свердловский областной медицинский колледж.

## Здравоохранение
- Центральная городская больница им. Л. Г. Шестовских
- Стоматологическая поликлиника
- Филиал № 3 ГБУЗ СО «ОКМЦ» ФИЗ(Противотуберкулезный диспансер),
- Клиника Семейной медицины.
- Ирбитский филиал ФБУЗ «Центр гигиены и эпидемиологии» Свердловской области.
- Территориальный отдел Управления Роспотребнадзора по Свердловской области в городе Ирбит, Ирбитском, Слободо-Туринском, Тавдинском, Таборинском и Туринском районах (Ирбитский отдел Управления Роспотребнадзора по Свердловской области).

## Экономика
Крупнейшие предприятия Ирбита:
- Ирбитский мотоциклетный завод создан осенью 1941 года на базе оборудования эвакуированного из Москвы мотоциклетного завода. В 1942—1945 годы поставил на фронт около 10 тысяч мотоциклов. С 1992 года носил название «Уралмото», производит различные модели мотоциклов «Урал».
- Автоагрегатный завод (1932) производил автоприцепы, передвижные полевые кухни, кроссовые мотоциклы для детского спорта. Ликвидирован в 2013 году по итогам конкурсного производства.
- Стекольный завод основан в 1931 году как комбинат по производству кирпича. В конце 1941 года на его площадях размещены части завода «Автостекло», эвакуированного из г. Константиновка Донецкой обл. УССР. Также производил зеркала, витражи. Закрыт в 2008 году по причине банкротства.
- Ирбитский химико-фармацевтический завод создан в конце 1941 года на базе оборудования эвакуированного из Московской области химико-фармацевтического завода «Акрихин». Современная продукция: готовые лекарственные препараты. На 2023 год предприятием выпускается 50 наименований лекарственных препаратов, а также осуществляет синтез 20 фармацевтических субстанций.
- Ирбитский молочный завод — основан в 1925 году, количество сотрудников: 1 211 (2023 г.).

Также работают предприятия сельского хозяйства, лёгкой и пищевой промышленности: хлебозавод, хлебоприёмное предприятие, плодосовхоз, птицефабрика.

## СМИ
- Газета «Восход»
- Газета «Ирбитская жизнь»
- Газета «Частные объявления» (распространяется по городам Свердловской области)
- Газета «Ярмарочный листок» (выходит в дни проведения ярмарки; 2 февраля 1863 года вышел первый номер газеты «Ирбитский ярмарочный листок»[56])
- Газета «Родники Ирбитские»
- Газета «Популярная»
- НТС-Ирбит (ТВ)
- «Скит» (ТВ)
- «Канал Воскресение» — 96,7 МГц
- «Маруся FM» — 100,0 МГц
- «Ретро FM» — 101,7 МГц
- «Авторадио» — 102,7 МГц
- «Радио Дача» — 103,3 МГц
- «Европа Плюс» — 103,9 МГц
- «Радио Пи FM» — 104,8 МГц
- «Волна FM» — 105,2 МГц
- «Радио России» / «Радио Урала» — 105,9 МГц
- «Радио Скит» — 107,5 МГц

## Связь и телекоммуникации

### Интернет
- ПАО «Ростелеком»
- «К Телеком»
- Convex

## Культура и спорт
| - Ирбитский муниципальный драматический театр им. А. Н. Островского - Ирбитский государственный музей изобразительных искусств - Ирбитский государственный музей мотоциклов - Ирбитский историко-этнографический музей - Ирбитский музей народного быта | - Дворец культуры им. В. К. Костевича - Центр мотокультуры «Мотодом» - Библиотечная система города Ирбита - Центр молодёжи - Ирбитская ярмарка - Ирбитский центр детского творчества «Кристалл» - Стадионы «ФОК Олимпиец» и «Юность» |

## Религия

### Православие
Ирбит является центром Ирбитского благочиния Алапаевской епархии Екатеринбургской митрополии Русской православной церкви.
К 2024 году действуют приходы:
- храм в честь Святой Троицы,
- церковь во имя святых мучениц Веры, Надежды, Любови и матери их Софии,
- храм в честь Сретения Господня,
- церковь во имя святого великомученика Пантелеймона (восстанавливается на месте уничтоженного храма)

Кроме них, до начала советского периода в городе функционировали:
- Богоявленский собор,
- Воскресенская церковь,
- Пантелеимоновская церковь,
- церковь Николая Чудотворца при тюремном замке,
- часовня Иверской иконы Божией Матери на Гостином дворе,
- часовня Александра Невского в память события 17 октября 1888 года.

#### Храм Троицы Живоначальной

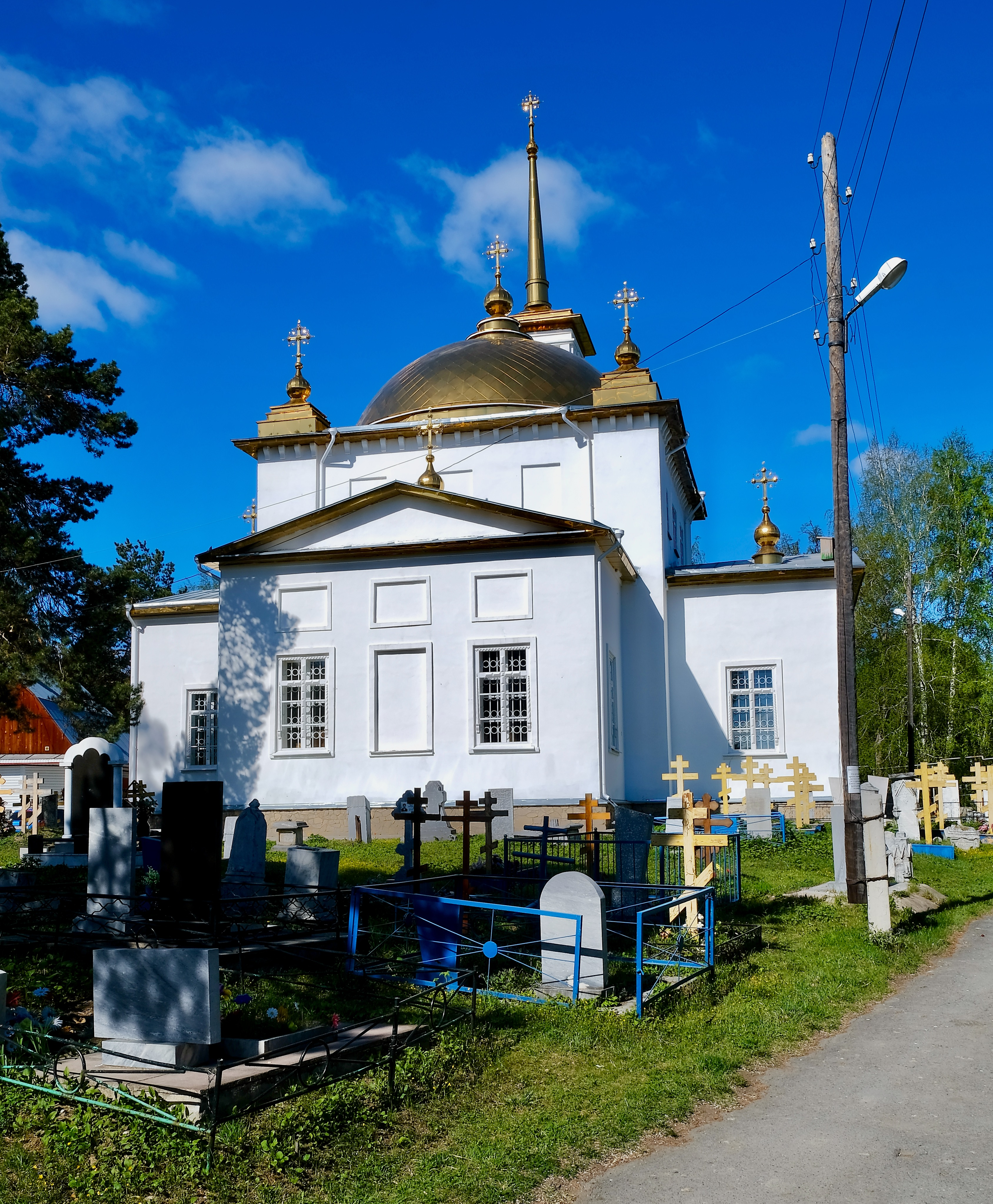
Церковь Троицы Живоначальной

Каменный трёхпрестольный храм был заложен в 1835 году. Свято-Троицкий храм выполнен в традициях классицизма. Главный храм освящён в честь Святой Живоначальной Троицы в 1842 году. Правый придел освящён в честь Успения Пресвятой Богородицы 1838 году, левый придел — во имя архангела Михаила 1846 году. В годы советской власти храм не закрывался.
Существующие иконостасы свято-Троицкого храма были изготовлены в 1909 году в мастерской Кожевниковых Петра Осиповича с сыновьями Иваном Петровичем и Александром Петровичем в Екатеринбурге.
В храме хранятся частицы мощей святых праведной Иулиании Ольшанской и преподобного Никодима Кожеезерского.
Внутри храма над входом висят две мемориальные доски. Надпись на первой из них гласит: «1872 года сия церковь украшена старанием старосты Михаила Матвеевича Налимова». На второй похожая надпись: «1906 года сия церковь украшена старанием старосты Петра Васильевича Шипицина». Именно в эти годы храм украшался и оснащался необходимыми книгами, иконами, церковной утварью.

#### Сретенский храм

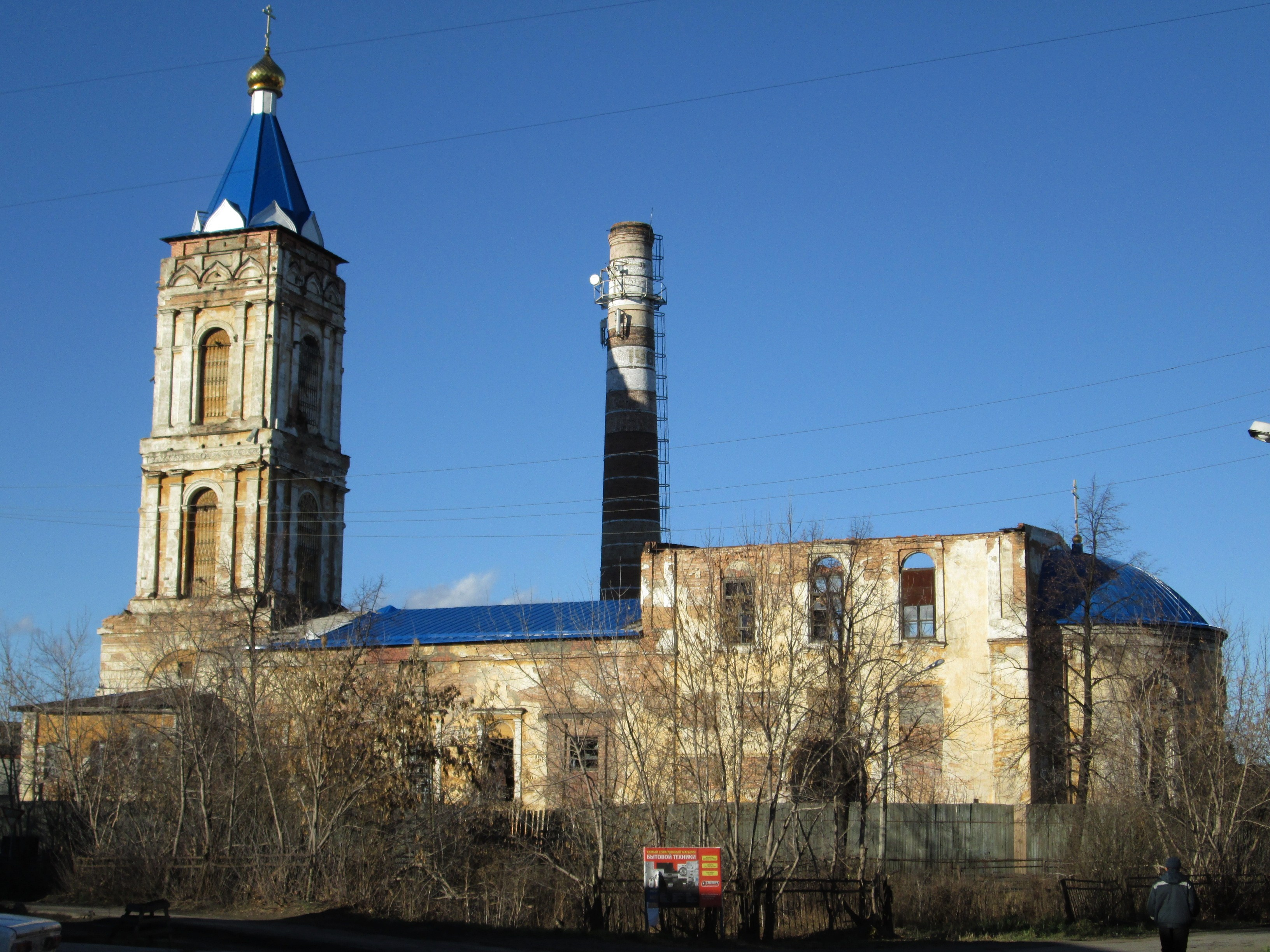
Сретенская церковь

Первый храм в честь Сретения Господня был деревянным и стоял на месте тюремного замка. Год постройки неизвестен, но имеется святой антиминс, выданный в 1723 году для придельного к храму Сретения Господня престола, и святое Евангелие, напечатанное в 1688 году. Он сгорел 26 января 1781 года от неосторожности церковного сторожа во время топки печей. В 1786—1794 годах взамен был построен новый каменный двухэтажный храм в память того же священного события Сретения Господня. Однако место для нового храма было выбрано неудачно, храму грозило падение и его разобрали. Укрепив почву, в 1832 году приступили к постройке колокольни, а в 1846 году — самого храма. Храм каменный пятипрестольный. Был построен на средства прихожан.
Первый престол во имя святого мученика Флора и Лавра, устроенный во втором ярусе колокольни, был освящён 28 июля 1846 года. Главный престол был освещён 11 июля 1848 года, престол в честь святого Николая Чудотворца архиепископа Мирликийского был освещён 23 ноября 1848 года. 1 февраля 1850 года освящён престол в честь святой великомученицы Екатерины и последний престол, находящийся в холодной пристройке к храму, в память Рождества Богородицы, был освящён 12 июня 1871 года. С 1930 года и до закрытия храм был кафедральным собором Ирбитских обновленческих архиереев. Был закрыт в 1932 году. В советское время в здании размещалась котельная автоприцепного завода. Сохранилась часть колокольни, начались восстановительные работы.
Оформление фасада сочетает в себе черты классицизма и русские элементы. Храм находится на территории автоприцепного завода и на стенах сохранилась роспись.

#### Церковь во имя святого великомученика Пантелеимона
К Сретенской церкви была приписана церковь во имя святого великомученика Пантелеимона. Церковь была каменная, одноэтажная, с одним престолом, перестроена из часовни и освящена в 1895 году в память спасения от смертной опасности в городе Отсу государя императора Николая Александровича. Для помещения причта имелся двухэтажный дом. В 1900 году прихожан числилось 2044 мужчины и 2134 женщины. В состав прихода, кроме городских жителей, входили жители деревень: Кирилловой, Чусовской, Булановой, Мельниковой, Грязнухи, Бердюгиной, Трубиной и Подкорытовой.
В 1923—1945 годах являлась обновленческой ориентации. Закрыта в 1962 году. Снесена. В настоящее время воссоздаётся на прежнем месте.

#### Церковь во имя святых мучениц Веры, Надежды, Любови и матери их Софии
Деревянная однопрестольная церковь. Заложена в 2004 году, освящена в честь святых мучениц Веры, Надежды, Любови и матери их Софии в 2007 году.

### Протестантизм
В Ирбите имеются:
- община евангельских христиан-баптистов,
- община адвентистов седьмого дня.

### Ислам
В городе действует мусульманская община, имеется молельный дом. До революции действовала ярмарочная мечеть, здание которой сохранилось.

## Архитектура
С 1821 года Ирбит застраивался по генплану как единый архитектурный ансамбль города-ярмарки. В центральной части уцелела планировочная структура генплана: 5 лучей основных улиц, сходящихся к главной торговой площади, пересекающая их главная улица и прямоугольная сеть кварталов. Сохранились основные сооружения ярмарочного комплекса: Сретенская церковь, здания торговых рядов, Ирбитский пассаж. Среди других архитектурных памятников, главным образом 2-й половины XIX века: каменные купеческие дома, кладбищенская Свято-Троицкая церковь, здания казначейства, уездной земской управы, почтово-телеграфной конторы, земской аптеки, мужской и женской гимназий, торговые постройки (магазины и склады купцов Агафуровых, Д. В. Зязина, Саввы Морозова), комплексы винокуренного завода и мельницы купца Д. В. Зязина.
В городе преобладает так называемый кирпичный стиль, для которого характерно разнообразие каменных узоров.

## Персоналии
В 1791—1797 годах уездным врачом в Ирбите работал знаменитый врач и филантроп Фёдор Христофорович Граль. Затем он был переведён в Пермь и назначен губернским врачом.

## Памятники
- Памятник императрице Екатерине II. Открыт 13 февраля 1883 года. В 1917 году памятник снесён[56]. В 2013 году восстановлен.